# لینگه
لینگه (به لاتین: Lynge) یک منطقهٔ مسکونی در دانمارک است که در الرود، کمون دانمارک واقع شده‌است. لینگه ۱٫۸۱ کیلومتر مربع مساحت و ۴٬۰۸۶ نفر جمعیت دارد.